# Labrisomus striatus
Labrisomus striatus är en fiskart som beskrevs av Hubbs, 1953. Labrisomus striatus ingår i släktet Labrisomus och familjen Labrisomidae. IUCN kategoriserar arten globalt som livskraftig. Inga underarter finns listade i Catalogue of Life.